# Diple

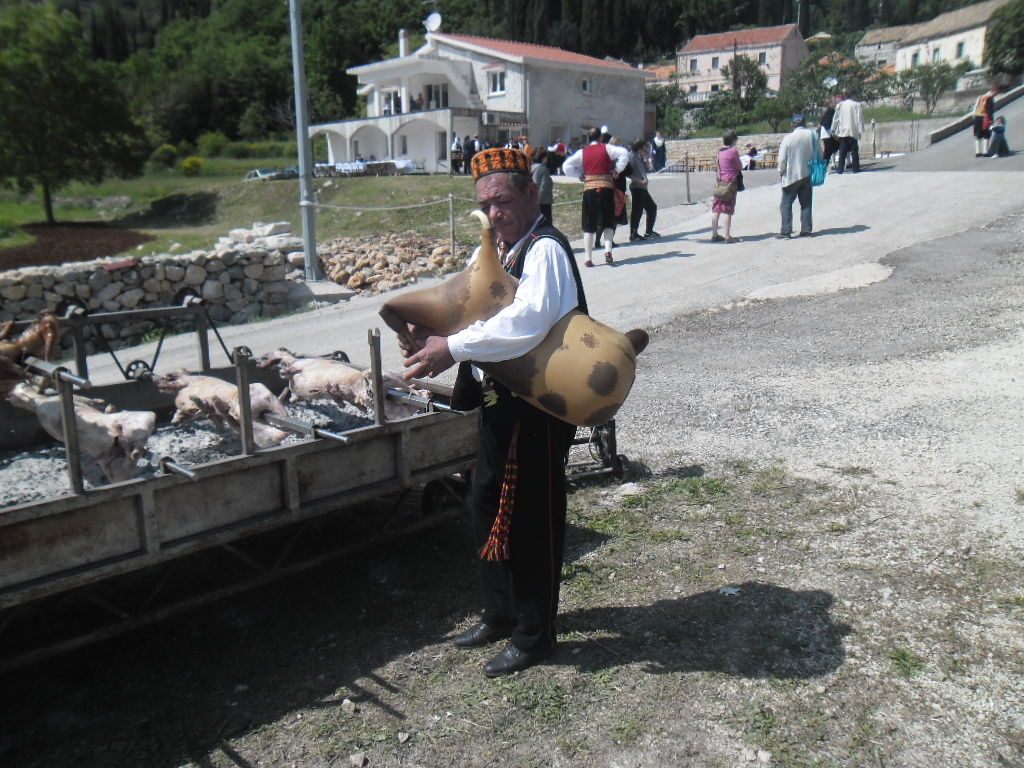
Mann mit einer Diple

Die Diple (‚die Doppelte‘ aus altgriechisch διπλοῦς diplous ‚zwiefach, doppelt‘) ist ein traditionelles Blasinstrument, das in Kroatien (vor allem Dalmatien) und Bosnien-Herzegowina verbreitet ist.
Diple heißt entweder ein gedoppeltes Rohrblattinstrument mit zwei parallelen Melodierohren und zwei einfachen Rohrblättern, die von einer becherförmigen Windkapsel aufgenommen werden, ähnlich der istrischen Šurle. Oder der Name bezeichnet eine bordunlose Sackpfeife, bei der die Diple als „Chanter“ verwendet wird. Die Diple haben den charakteristischen, durchdringenden Klang der gedoppelten Einfachrohrblattinstrumente wie Alboka oder Midschwiz.
Auch die Dvojnice, eine Doppelblockflöte mit zwei V-förmig divergierenden Spielröhren, kann als Diple bezeichnet werden.

## Diple ohne Windsack
Die beiden Melodierohre der Diple werden parallel in ein gerades Holzstück gebohrt. Der Ton wird durch zwei idioglotte Rohrblätter erzeugt. Das rechte Rohr hat sechs Grifflöcher auf der Oberseite. Die Löcher des linken Rohres liegen auf derselben Höhe, ihre Anzahl variiert regional. Es ergeben sich verschiedene Kombinationen (6:6, 6:0, 6:2, meistens 6:3). Die Finger übergreifen beide Melodierohre, und zwar drei Finger von jeder Hand. Je nach Anordnung der Grifflöcher erklingt das Instrument mit Bordun oder Stufenbordun, teilweise zweistimmig oder einstimmig. Es gibt auch Formen mit nur einem Melodierohr.
Die Spielrohre sowie die Windkapsel sind in der Regel durch eingebrannte oder geschnitzte Ornamente reich verziert.

## Diple als Sackpfeife
In Verbindung mit einem Windsack bezeichnet Diple nicht nur das Spielrohr, sondern die Sackpfeife als ganzes. Abgesehen von den Diple besteht die Sackpfeife nur aus einem gedrechselten Anblasrohr und dem Balg eines Schafs oder einer Ziege (evtl. mit schmückenden Zusätzen).
Sackpfeifen dieses Typs werden vor allem in Dalmatien und der Zagora als Diple bezeichnet. Auf der Insel Korčula heißen sie 'Misnice', auf der Halbinsel Pelješac 'Mejsnice' und auf den adriatischen Inseln sowie in Istrien heißen sie Mih.